# Уляхинское сельское поселение
Уляхинское се́льское поселе́ние — муниципальное образование в Гусь-Хрустальном районе Владимирской области Российской Федерации.
Административный центр — деревня Уляхино.

## История
Уляхинское сельское поселение образовано 25 мая 2005 года в соответствии с Законом Владимирской области № 69-ОЗ. В его состав вошли территории бывших Парахинского и части Уляхинского сельсоветов.

## Население
| 2010 | 2011 | 2012 | 2013 | 2014 | 2015 | 2016 | 2017 | 2018 |
| ---- | ---- | ---- | ---- | ---- | ---- | ---- | ---- | ---- |
| 980  | ↘976 | ↘939 | ↘908 | ↘882 | ↘860 | ↘843 | ↘833 | ↘795 |
| 2019 | 2020 | 2021 |      |      |      |      |      |      |
| ↘781 | ↘750 | ↗883 |      |      |      |      |      |      |

## Состав сельского поселения
| №  | Населённый пункт | Тип населённого пункта          | Население |
| -- | ---------------- | ------------------------------- | --------- |
| 1  | Александровка    | деревня                         | →0        |
| 2  | Астахово         | деревня                         | →0        |
| 3  | Барсуки          | деревня                         | ↗1        |
| 4  | Гусь-Парахино    | село                            | ↗3        |
| 5  | Ильичёвка        | деревня                         | ↗1        |
| 6  | Красный Посёлок  | деревня                         | ↘157      |
| 7  | Ново-Мальцево    | деревня                         | ↗43       |
| 8  | Новоуваровка     | деревня                         | ↘6        |
| 9  | Парахино         | деревня                         | ↘110      |
| 10 | Сивцево          | деревня                         | →24       |
| 11 | Трушкино         | деревня                         | →0        |
| 12 | Уляхино          | деревня, административный центр | ↘495      |
| 13 | Фомино           | деревня                         | ↘43       |